# Clódio
Clódio (ca. 386 — 450) (Chlodio, Chlodion, Clodion, Clodius, Chlogio, Clodian), Cabelos Longos ou O Cabeludo, foi um rei semi-lendário dos francos salianos da dinastia merovíngia (430 - 450), um dos povos germânicos que constituem a liga dos Francos. O seu sucessor foi Meroveu, de quem a dinastia herdou o nome. A parte lendária diz que seu pai foi o duque Faramundo e sua mãe Argotta, da Turíngia. Seu avô deve ter sido Marcomero, um duque dos francos e Frimutel ou Frimuta filha de Boaz (Anfortas).
Em meados do século V, Clódio entra com o seu exército em território romano e aproveita-se de Cambrai e de Artois meridional. Ele fundou assim um pequeno reino franco o qual herdará Clóvis e será o embrião do futuro Reino de França.
Por volta de 431, ele invadiu o território de Artois, mas foi derrotado próximo a Hesdin por Flávio Aécio, comandante do exército romano na Gália. No entanto, Clódio reagrupou seu exército e em pouco tempo foi capaz de tomar a cidade de Cameracum. Finalmente, ele ocupou toda a região até o rio Somme e fez de Tournai a capital dos francos salianos.
A agressividade de Clódio em conquistar mais territórios levou a séculos de expansão por seus sucessores que no final das contas criaram o que hoje conhecemos como França. Clódio morreu em algum momento entre 450 e o poder foi passado a Meroveu. Não se sabe se Meroveu era seu filho ou outro chefe tribal que ascendeu à posição de liderança.

## Contexto

### As fontes
Há basicamente apenas duas fontes de informação sobre Clódio: os escritos de Gregório de Tours e Sidônio Apolinário.

## Biografia
Clódio começa a reinar em 428. Ele sucede talvez ao rei dos Francos Teodemiro, sem que se saiba se existiram anos de interregno entre os dois reis. Ele dirige o povo dos Francos sálios desde a sua capital, a fortaleza de Dispargum, localizada a leste do Reno.
Clódio viveu em Dispargum, nome que se acredita ser de um castelo, ou uma vila.
Por volta de 432-435, Clódio descobre que as cidades da província romana da Bélgica estão sem defesa. Na verdade, Flávio Aécio o general romano encarregado da defesa da Gália recolheu muitos soldados destes territórios para combater alternadamente os Burgúndios, os Alanos, os Francos Ripuários, as revoltas antifiscais e os Visigodos. Clódio decide então montar uma expedição e mobiliza todo o seu exército. Atravessando a floresta Carboniara, os Francos apreenderam Tournai, ultrapassaram Cambrai e Arras no primeiro assalto e reduzem toda a circunvizinhança até ao Somme. Na verdade, mais do que os saques fáceis, Clódio  visa conferir à sua autoridade de rei guerreiro uma sede territorial, que ele quer ver alargada ao território rico entre o Reno, o Somme, o Meuse e o Mar do Norte. A ocupação dura alguns anos sem que Aécio tente acabar com ela. O general romano tinha realmente muito a fazer noutro lugar.
Em 448, Clódio, que celebra o casamento de um membro importante do seu exército na cidade de Helena, perto de Arras, é atacado pelo general Flávio Aécio e seu lugar-tenente Majoriano. O general queria controlar os Francos sálios que anexaram territórios sem a sua autorisação. Clódio, que não está preparado para o confronto, é forçado a fugir. No entanto, Aécio está ciente de que ele não tem os meios militares para reocupar o território. Ele prefere então renegociar com Clódio o foedus, o tratado de aliança de 432 que faz dos Francos sálios federados lutadores por Roma. Ele os autoriza a estabelecerem-se no Império, neste caso sobre os territórios que eles  tinham já conquistado em Arras, Cambrai e Tournai. Clódio recebe também esta última cidade como capital. Esta é a origem do futuro reino franco de Clóvis.
Depois de mais de duas décadas de reinado, Clódio morre pouco antes do ano de 451. Segundo o costume franco, o seu reino é dividido entre os seus filhos. O mais velho, provavelmente Meroveu, obtém a cidade de Tournai e a sua região. Um segundo herdeiro talvéz obteve Cambrai e um terceiro Tongeren.

## Casamento e filhos
Se casou com Basina, filha de Vedelfo, rei da Turíngia. Seus filhos foram:
- Meroveu (411 - 458), foi seu sucessor como rei dos Francos
- Clodebaud de Colônia (413- 483)